# 제네바 합의
제네바 합의(-合意)는 조선민주주의인민공화국과 미국이 1994년 10월 21일 맺은 외교적 국제 합의이다. 이 합의는 2003년 전격적으로 파기되었다. '북한과 미국간에 핵무기 개발에 관한 특별계약', 영어 정식 명칭은 'Agreed Framework between the United States of America and the Democratic People's Republic of Korea'이며 짧게 'Agreed Framework라고 부른다.
북한의 핵개발 포기의 대가로 북미수교, 북미간 평화협정, 북한에 대한 경수로 발전소 건설과 대체 에너지인 중유 공급을 주 내용으로 한다.
미국 의회는 경수로 발전소 건설자금을 비승인하여, 협약은 이후 파기 되었고, 이후 2005년 클린턴 행정부 관료는 북한이 국제 협약후 몇년안에 붕괴될 것을 예상하여 협약을 한 것이었다.라고 북미 협약의 숨어있던 배경을 언론에 보도 하였다. 미국의 북한에 대한 중유 공급 역시도 지속 늦춰져서, 북한의 에너지와 경제 난은 가중되었고, 북미간 국제 협약은 실행에 어려움이 지속되었다. 경수로 건설 책임자 스티븐 보즈워스 (Stephen Bosworth)은 미국 의회의 경수로 자금 불허로, 북미 협약이 추진될 힘을 잃었다고 비판하였다.

## 제네바 합의의 배경
1989년 미국 정찰위성이 조선민주주의인민공화국 영변 원자력 연구소의 플루토늄 재처리 시설을 확인하고, 1993년 조선민주주의인민공화국이 핵확산금지조약(NPT)을 탈퇴하면서 북미간 군사적 충돌 위기가 고조되었다. 지미 카터 미국 전대통령이 개인자격으로 방북해 북미간 제네바기본합의서가 극적으로 타결되었다.

## 제네바 합의 의 공개 및 비공개 전문
미합중국(이하 미국의 호칭) 대표단과 조선민주주의인민공화국(이하 북한으로 호칭) 대표단은 1994. 9. 23부터 10. 21.까지 제네바에서 한반도 핵문제의 전반적 해결을 위한 협상을 가졌다.
양측은 비핵화된 한반도의 평화와 안전을 확보하기 위해서는 1994. 8. 12. 미국과 북 한 간의 합의 발표문에 포함된 목표의 달성과 1993. 6. 11. 미국과 북한 간 공동발표문 상의 원칙과 준수가 중요함을 재확인하였다.
양측은 핵문제 해결을 위해 다음과 같은 조치들을 취하기로 결정하였다.
1. 양측은 북한의 흑연감속 원자로 및 관련시설을 경수로 원자로발전소로 대체하기 위해 협력한다.
1) 미국 대통령의 1994. 10. 20.자 보장서한에 의거하여 미국은 2003년을 목표시한으로 총발전용량 약2,000MWe의 경수로를 북한에 제공하기 위한 조치를 주선할 책임을 진다.
- 미국은 북한에 제공할 경수로의 재정조달 및 공급을 담당할 국제 콘소시엄을 미 국의 주도하에 구성한다. 미국은동 국제 콘소시엄을 대표하여 경수로 사업을 위한 북한과의 주 접촉선 역할을 수행한다.
- 미국은 국제콘서시엄을 대표하여 본 합의문 서명 후 6개월 내에 북한과 경수로 제공을 위한 공급 계약을 체결할 수 있도록 최선의 노력을 경주한다. 계약 관련 협의는 본 합의문 서명 후 가능한 조속한 시일 내 개시한다.
- 필요한 경우 미국과 북한은 핵에너지의 평화적 이용 분야에 있어서의 협력을 위 한 양자협정을 체결한다.
2) 1994. 10. 20.자 대체에너지 제공 관련 미국의 보장서한에 의거 미국은 국제콘서시 엄을 대표하여 북한의 흑염감속원자로 동결에 따라 상실될 에너지를 첫번째 경수로 완공시까지 보전하기 위한 조치를 주선한다.
- 대체에너지는 난방과 전력생산을 위해 중유로 공급된다.
- 중유의 공급은 본 합의문 서명 후 3개월 내 개시되고 양측간 합의된 공급일정 에 따라 연간 50만톤 규모까지 공급된다.
3) 경수로 및 대체에너지 제공에 대한 보장서한 접수 즉시 북한은 흑연감속원자로 및 관련 시설을 동결하고 궁극적으로 이를 해체한다.
- 북한의 흑연감속원자로 및 관련 시설의 동결은 본 합의문서후 1개월 내 완전 이행된다. 동 1개월 동안 및 전체 동결기간 중 IAEA가 이러한 동결 상태를 감 시하는 것이 허용되며, 이를 위해 북한은 IAEA에 대해 전적인 협력을 제공한다.
- 북한의 흑연감속원자로 및 관련 시설의 해체는 경수로 사업이 완료될 때 완료된다.
- 미국과 북한은 5MWe 실험용 원자로에서 추출된 사용 후 연료봉을 경수로 건 설기간 동안 안전하게 보관하고 북한 내에서 재처리하지 않는 안전한 방법으로 동 연료가 처리될 수 있는 방안을 강구하기 위해 상호 협력한다.
4) 본 합의후 가능한 조속한 시일 내에 미국과 북한의 전문가들은 두 종류의 전문가 협의를 가진다.
- 한쪽의 협의에서 전문가들은 대체에너지와 흑연감속원자로의 경수로로의 대체와 관련된 문제를 협의한다.
- 다른 한쪽의 협의에서 전문가들은 사용 후 연료 보관 및 궁극적 처리를 위한 구체적 조치를 협의한다.
2. 양측은 정치적, 경제적 관계의 완전 정상화를 추구한다.
1) 합의 후 3개월 내 양측은 통신 및 금융거래에 대한 제한을 포함한 무역 및 투자 제한을 완화시켜 나아간다.
2) 양측은 전문가급 협의를 통해 영사 및 여타 기술적 문제가 해결된 후에 쌍방의 수도에 연락사무소를 개설한다.
3) 미국과 북한은 상호 관심사항에 대한 진전이 이루어짐에 따라 양국관계를 대사급 으로까지 격상시켜 나아간다.
3. 양측은 핵이 없는 한반도의 평와와 안전을 위해 함께 노력한다.
1) 미국은 북한에 대한 핵무기를 불위협 또는 불사용에 관한 공식 보장을 제공한다.
2) 북한은 한반도 비핵화공동선언을 이행하기 위한 조치를 일관성있게 취한다.
3) 본 합의문이 대화를 촉진하는 분위기를 조성해 나아가는 데 도움을 줄 것이기 때문에 북한은 남북대화에 착수한다.
4. 양측은 국제적 핵비확산 체제 강화를 위해 함께 노력한다.
1) 북한은 핵비확산조약(NPT) 당사국으로 잔류하며 동 조약상의 안전조치협정 이행을 허용한다.
2) 경수로 제공을 위한 계약 체결 즉시 동결 대상이 아닌 시설에 대하여 북한과 IAEA간 안전조치 협정에 따라 임시 및 일반사찰이 재개된다. 경수로 공급계약 체 결시까지 안전조치의 연속성을 위해 IAEA가 요청하는 사찰은 동결 대상이 아닌 시설에서 계속된다.
3) 경수로 사업의 상당 부분이 완료될 때, 그러나 주요 핵심 부품의 인도 이전에 북 한은 북한내 모든 핵물질에 관한 최초보고서의 정확성과 완전성을 검증하는 것과 관련하여 IAEA와의 협의를 거쳐 IAEA가 필요하다고 판단하는 모든 조치를 취하는 것을 포함하여 IAEA 안전조치협정(INFCIRC/403)을 완전히 이행한다.
조선민주주의 인민공화국 수석대표 조선민주주의인민공화국 외교부 제1부부장 강석주
미합중국 수석대표 미합중국 본부대사 로버트 갈루치

Delegations of the Governments of the United States of America (U.S.) and the Democratic People's Republic of Korea (DPRK) held talks in Geneva from September 23 to October 21, 1994, to negotiate an overall resolution of the nuclear issue on the Korean peninsula.
Both sides reaffirmed the importance of attaining the objectives contained in the August 12, 1994 Agreed Statement between the U.S. and the DPRK and upholding the principles of the June 11, 1993 Joint Statement of the U.S. and the DPRK to achieve peace and security on a nuclear-free Korean peninsula. The U.S. and DPRK decided to take the following actions for the resolution of the nuclear issue:
I. Both sides will cooperate to replace the DPRK's graphite-moderated reactors and related facilities with light-water reactor (LWR) power plants.
1) In accordance with the October 20, 1994 letter of assurance from the U.S. President, the U.S. will undertake to make arrangements for the provision to the DPRK of a light-water reactor project with a total generating capacity of approximately 2,000 MW(e) by a target date of 2003.
The U.S. will organize under its leadership an international consortium to finance and supply the light-water reactor project to be provided to the DPRK. The U.S., representing the international consortium, will serve as the principal point of contact with the DPRK for the LWR project.
The U.S., representing the consortium, will make best efforts to secure the conclusion of a supply contract with the DPRK within six months of the date of this document for the provision of the LWR project. Contract talks will begin as soon as possible after the date of this document.
As necessary, the U.S. and the DPRK will conclude a bilateral agreement for cooperation in the field of peaceful uses of nuclear energy.
2) In accordance with the October 20, 1994 U.S. letter of assurance from the U.S. President, the U.S., representing the consortium, will make arrangements to offset the energy foregone due to the freeze of the DPRK's graphite moderated reactors, pending completion of the first LWR unit.
Alternative energy will be provided in the form of heavy oil for heating and electricity production.
Deliveries of heavy oil will begin within three months of the date of this Document and will reach a rate of 500,000 tons annually, in accordance with an agreed schedule of deliveries.
3) Upon receipt of U.S. assurance for the provision of light-water reactor and for arrangements for interim energy alternatives, the DPRK will freeze its graphite moderated reactors and related facilities and will eventually dismantle these reactors and related facilities.
The freeze on the DPRK's graphite-moderated reactors and related facilities will be fully implemented within one month of the date of this document. During this one-moth period, and throughout the freeze, the IAEA will be allowed to monitor this freeze, and the DPRK will provide full cooperation to the IAEA for this purpose.
Dismantlement of the DPRK's graphite-moderated reactors and related facilities will be completed when the LWR project is completed.
The U.S. and DPRK will cooperate in finding a method to store safely the spent fuel from the 5 MW(e) experimental reactor during the construction of the LWR project, and to dispose of the fuel in a safe manner that does not involve reprocessing in the DPRK.
4) As soon as possible after the date of this document U.S. and DPRK experts will hold two sets of experts talks.
At one set of talks, experts will discuss issues related to alternative energy and the replacement of the graphite-moderated reactor program with the LWR project.
At the other set of talks, experts will discuss specific arrangements for spent fuel storage and ultimate disposition.
II. The two sides will move toward full normalization of political and economic relations.
1) Within three months of the date of this Document, both sides will reduce barriers to trade and investment, including restrictions on telecommunications services and financial transactions.
2) Each side will open a liaison office in the other's capital following resolution of consular and other technical issues through expert level discussions.
3) As progress is made on issues of concern to each side, the U.S. and DPRK will upgrade bilateral relations to the Ambassadorial level.
III. Both sides will work together for peace and security on a nuclear-free Korean peninsula.
1) The U.S. will provide formal assurances to the DPRK, against the threat or use of nuclear weapons by the U.S.
2) The DPRK will consistently take steps to implement the North-South Joint Declaration on the Denuclearization of the Korean Peninsula.
3) The DPRK will engage in North-South dialogue, as this agreed framework will help create an atmosphere that promotes such a dialogue.
IV. Both sides will work together to strengthen the international nuclear non-proliferation regime.
1) The DPRK will remain a party to the Treaty on the Non-Proliferation of Nuclear Weapons (NPT) and will allow implementation of its safeguards agreement under the Treaty.
2) Upon conclusion of the supply contract for the provision of the LWR project, ad hoc and routine inspections will resume under the DPRK's safeguards agreement with the IAEA with respect to the facilities not subject to the freeze. Pending conclusion of the supply contract, inspections required by the IAEA for the continuity of safeguards will continue at the facilities not subject to the freeze.
3) When a significant portion of the LWR project is completed, but before delivery of key nuclear components, the DPRK will come into full compliance with its safeguards agreement with the IAEA(INFCIRC/403), including taking all steps that may be deemed necessary by the IAEA, following consultations with the Agency with regard to verifying the accuracy and completeness of the DPRK's initial report on all nuclear material in the DPRK.
Kang Sok Ju
Head of the Delegation of the Democratic People's Republic of Korea First Vice-Minister of Foreign Affairs of the Democratic People's Republic of Korea
Robert L. Gallucci
Head of the Delegation of United States of America, Ambassador at Large of the United States of America

아래의 기존 내용은 비공식 내용을 포함한듯.

『미국과 북한 간의 `합의의 틀'과 관련하여 쌍방은 이 합의의 틀에 담겨진 사항들의 이행에 참고하기 위하여 다음과 같은 양해사항과 정의에 합의했다.
1. 경수로 발전소 사업은 각기 약 1,000㎽/E의 발전용량을 갖는 2기의 기존 원자력 발전소를 대체하는 경수로 발전소로 구성된다. 제2호 원자로의 준공은 제1호 원자로의 준공 후 약 1년 내지 2년 안에 이루어지는 것을 양해한다.
2. 미국 기업이 핵심부품을 공급하는 경우에는 미국과 북한은 그러한 부품의 공 급이 이루어지기 전에 평화적 핵협력을 위한 쌍무협정을 체결하기로 한다. 그 같은 협정은 경수로 사업의 상당한 부분이 이행되기 전에는 이루어지지 않을 것이다.
3. 북한의 흑연감속로와 관련 설비의 동결조치에는 다음의 사항들이 포함된다.
  1. 5㎽/E급 시험용 원자로의 연료 재장전 및 가동 금지
  2. 50㎽/E 및 200㎽/E급 원자로의 건설 중지
  3. (사용 후 원료) 재처리 금지
  4. 방사화학실험실의 봉인 및 가동 중지
  5. (핵)연료 가공 공장의 가동 중지
4. 북한은 더 이상의 흑연감속형 원자로와 관련 설비를 일체 건설하지 않는다.
5. 이 합의문 서명 후 첫해 중 중유(발전 및 난방용)의 대북한 공급 스케줄은 다음과 같이 합의한다.
  1. 3개월 이내 5만t
  2. 3개월 이후 1년 이내: 추가로 10만t
  3. 그 뒤 매년 50만t
6. `합의의 틀'에 명시된 대로 경수로 발전소 의 상당 부분이 완성되었을 때 북한은 북한 내에 있는 모든 핵물질에 관한 북한의 최초보고의 정확성과 완전성을 검증하기 위해 국제원자력기구(IAEA)에 IAEA가 필요하다고 판단하는 추가적인 장소와 정보에의 접근을 허용하는 것을 포함해 안전조치협정을 전면적으로 이행하기로 한다.
7. 이 양해각서와 `합의의 틀'에 언급된 `경수로 사업의 상당 부분'은 다음과 같이 해석하기로 한다.
  1. 경수로 사업을 위한 계약의 체결
  2. 경수로 부지의 준비와 굴착의 완료와 경수로 사업용 건설을 지원하기 위한 설비 준비의 완료
  3. 선정된 경수로 부지에 건설할 공장의 최초 설계도면 완성
  4. 사업계획과 일정에 의거한 제1호 원자로의 주요 부품의 확정과 가공
  5. 사업 계획과 일정에 의거한 터빈과 발전기를 포함한 제1호 원자로용 비핵 주요부품의 인도
  6. 사업계획과 일정에 정해진 진도에 따른 제1호 원자로용 터빈 수용 건물 및 부속 건물의 완공
  7. 핵 증기공급 시스템용 부품 공급이 시작될 수 있을 단계까지의 제1호 원자로의 원자로용 건물과 그 부속건물의 완공
  8. 사업계획과 일정에 따른 제2호 원자로의 토목공사와 부품의 가공 및 인도
8. 제1호 원자로가 완공되면 북한은 동결상태의 흑연감속로와 관련 설비들의 해체에 착수하며 그 같은 해체작업은 제2호 원자로가 준공될 때 완료하기로 한다. 북한의 동결된 흑연감속로와 관련 설비의 해체는 그 설비의 해체나 파괴를 통하여 그 부품과 장비들이 더 이상 사용될 수 없도록 하는 것을 의미한다.
9. 제1호 원자로의 주요 핵심부품의 인도가 시작되면 북한으로부터의 사용 후 연료의 최종처리를 위한 국외 반출을 개시하여 제1호 원자로가 준공될 때 완료하기로 한다. 미국과의 협의를 거쳐 기술적 및 안전상의 고려가 요구되는 기간 안에 북한은 최종적 국외 반출을 가능하게 할 사용 후 연료 보관방법을 결정하고 이를 이행하기로 한다.
10. 이 양해각서와 `합의의 틀'에서 언급되는 `주요 핵심부품'은 핵공급그룹(N UCLEAR SUPPLIERS GROUP)의 수출통제품목(EXPORT TRIGGER LIST)에 의하여 통제되는 부품을 의미하는 것으로 한다.
11. 북미간의 외교 관계를 정상화 하며, 상호간에 특사 파견등을 진행한다. 또한 무역 및 경제 장벽을 해소 하도록 한다.
12. 미국은 북한에 대한 공식적인 평화 협정을 체결을 통해서 미국이 북한에 대한 위협이나 핵무기를 통한 공격을 하지 않도록 하는 것을 약속한다.

## 제네바 합의 이후
조선민주주의인민공화국은 제네바합의이후 NPT에 복귀하고 핵발전 시설을 동결하였다. 지미 카터 전미국 대통령은 8년 동안 북한의 핵 발전 시설을 가동 중단할수 이었던 제네바 합의는 어느정도 성공적인 국제 합의였다고 회상하였다. 그러나 미국 의회는 북한과의 국제적 합의는 공산국가인 북한에 대한 회유책이라는 이유로 반대하며, 북한에 대한 경수로 발전소 개발 자금을 불허하고, 경수로 발전소는 2001년까지 7년이상 지연되었다. 당시 북미간 국제 합의는 민주당 클린턴 정권이 지미 카터 전대통령을 특사로 보내서 체결 하였지만, 정치적 공세를 하는 야당인 미국 공화당이 의회의 다수당이었기에, 실제로 의회의 자금 승인을 받아서 국제 협약을 미국이 이행하는데는 어려움이 있었다.
이후, 한·미·일이 참여한 한반도에너지개발기구(KEDO)를 설립해 경수로 원자로를 짓기 시작했다. 그렇지만 2002년 조선민주주의인민공화국이 원심분리 방식의 핵무기 개발사실을 시인하면서 2차 핵위기가 발생해 경수로건설은 중단되고 미국의 중유지원도 중단되었다. 이에 조선민주주의 인민공화국은 NPT를 탈퇴하고 핵시설을 가동하기 시작해 제네바합의는 파기되었다.

## 조약 위반

### 미국의 조약 위반
- 북미관계 정상화 와 제네바 합의에 기록된 북미간의 평화협정을 미국이 거부하였다. 이유는 미국에서 제네바 합의를 체결한 미국 민주당 클린턴 정부의 정책에 대해서, 의회의 다수당을 차지하는 미국 공화당은 평화협정 체결은 북한을 비롯한 중국, 러시아등 공산국가 대한 비겁한 회유책이라고 판단하여,[9] 북미 평화협정 체결을 강력하게 반대했다.[10]

- 북한에 대한 위협중단 하는, 공식적인 평화 협정 체결을 반대하며, 미국이 합의를 위반했다. 북한이 말하는 위협중단이란 한미연합훈련의 영구적 중단을 말한다. 하지만 미국과 한국은 북한의 침략을 가정한 훈련을 지속했다.
- 북한에 대한 핵무기사용 중단, 미국이 합의를 위반했다. 비록 제네바 합의 핵심 이행 사항이었지만, 한국에 대한 핵우산 중단을 선언하는 것에 미국 의회는 반대했다.

### 북한의 조약 위반
- 미국의 제네바 합의에 대한 약속 이행이 늦어지면서, 5년이 지난 시점이후에 영변 원자력 연구소의 흑연감속로인 영변 5메가와트 원자로의 가동중단을 다시 가동을 시작하여 북한이 합의를 위반했다. .[11]
- 조약 사항에 대한 한반도 비핵화선언 시행에 대해서 북한이 합의를 적극적으로 이행하지 않았다.
- 폐연료봉 재처리 금지에 대한 조약에 대해서 1994년 북미 제네바 합의 이후 5년 이상 미국의 약속 불이행을 비판하였고, 1999년 이후 북한 합의를 위반했다.

### 결과
- NPT에 잔류 하기로한 북한은 2003년 1월 부시 대통령이 북한을 악의 축이라는 비난조치에 대해서, 북한은 NPT를 탈퇴하였다
- IAEA 사찰 수용에 대해서 북한은 사찰을 거부하였다.

## 제네바 합의 실패의 원인
- 제네바 합의의 핵심인 북한의 비핵화와 한반도 평화체제 구축을 위한 이행과제에 대해서, 미국 공화당은 북한과의 합의를 반대하여 핵심적인 경수로 발전 자금지원을 미국 의회는 불허 하였다.[12]
- 제네바 합의를 이끌어낸 미국의 클린턴 행정부는 이후 북한이 경수로 프로젝트가 마쳐 지기 전에 붕괴 될 것을 예상하여, 북한의 정권이 붕괴전까지 핵 개발을 중단하도록 하기 위하여, 북한과 합의를 하였다고 북한의 김정일이 사망한 이후에 제네바 합의 배경을 실토하였다.[13]

- 미국의 경수로 발전소 지원을 위한 자금 지원의 미국 의회 불허등 약속 불이행에 대해서, 북한은 5년 이후 핵무기를 개발하였다. 미국은 북한에 대한 신뢰가 없었고 이에 6자 회담을 고수하였으나 6자 회담 참가국들 중 중국과 러시아는 북한을 통해 미국을 견제하려는 의도로 회담을 이용하여 실질적인 합의는 이루어지지 않은채 회담을 위한 회담만 지속되었다.
- 미국은 북한 핵발전소의 대체 에너지인 중유의 북한 지원은 미국 의회의 반대에 따라서, 지속적인 지연이 발생하여 북한에 심각한 경제난 중 전력난이 야기 되었으며, 한국은 한반도의 평화를 위해 대북 식량 지원등이 있었지만, 북한의 1990년 고난의 행군 기간동안 수만명의 북한 주민이 아사 당하는 처절한 고통을 받겠되었다. 제네바 합의의 핵심 당사자인 미국의 경수로 자금및 건설 지연이 되면서, 북한은 비밀리에 핵무기 개발을 이후 시작하였으며, 결국 양측의 신뢰구축은 실패했다. 2002년 미국은 제네바 합의를 비판하던 공화당의 조지 W. 부시 행정부가 들어서면서 북한을 '악의 축'으로 규정되면서 북한에 대한 제재 일변도의 정책이 자리잡게 되었다. 제네바 합의는 북한이 주장하는 자체 적인 방어를 위한 핵무기와 관련된 합의이며, 북한이 이런 핵무기를 개발하지 않아도 되도록 하기 위하며 북한과 미국간의 대체 에너지 및 공식적인 북미간의 평화 협정 추진을 합의였다. 즉 제네바 합의내용중 실제적인 이행 사항으로 , 한미상호방위조약 및 한미간 군사훈련 중단등의 주장은 실제로 제네바 합의 내용에 명시적으로 기재 된것 이었다.[7]

이와 같은 상황을 둘러싸고 언론과 북한문제 전문가들 사이에서도 제네바합의 붕괴의 책임이 어느 쪽에 있는지에 대해 다양한 의견이 나오고 있다. 제네바합의 붕괴에 대한 북한과 미국의 외교적 공방과 관찰자들의 논란 속에서 공통적으로 발견되는 몇가지 사항은, 이 문제의 책임 소재를 양국 정부 차원으로 파악하고, 제네바 합의를 비판하는 미국 공화당주도로, 핵발전소의 대체 에너지인 경수로 발전소 자금 지원의 미국 의회 불허 이후, 북한의 핵개발 시인 파문, 그리고 미국 공화당 부시 행정부 등장으로 잡고 있다는 점이다. 물론 이와 같은 지적에는 제네바합의 자체가 붕괴의 씨앗을 배태하고 있었다는 점을 전제하고 있으나, 그것은 제네바합의의 의의를 과소평가하고 합의 붕괴를 사후적으로 합리화하는 논리라는 비판을 받을 수도 있다.

## 같이 보기
- 제네바 협정 - 1954년 협정
- 조선민주주의인민공화국의 대량살상무기
- 한국의 재통일
- 한반도 평화 협정
- 한국전쟁
- 그랜드바겐